# Oberwolfach
Oberwolfach település Németországban, azon belül Baden-Württembergben. Lakosainak száma 2569 fő (2023. december 31.).

## Népesség
A település népessége az elmúlt években az alábbi módon változott:
| Lakosok száma | 2443 | 2644 | 2679 | 2642 | 2666 | 2669 | 2763 | 2749 | 2579 | 2569 |
|               | 1961 | 1968 | 1974 | 1981 | 1987 | 1994 | 2000 | 2007 | 2013 | 2023 |